# 艾氏小鯷
艾氏小鯷（学名：Anchoa eigenmannia）為輻鰭魚綱鲱形目鳀科的其中一種，分布於中東太平洋區，包括尼加拉瓜、巴拿馬及哥斯大黎加海域，棲息深度可達50公尺，本魚體延長，吻部約3/4眼徑，上頷長於下頷，臀鰭長，體側具一銀色窄條紋，寬度約1/2眼徑，臀鰭軟條24-29條，體長可達8公分，喜群游，棲息在沿海，以浮游生物為食。

## 擴展閱讀
維基物種上的相關：艾氏小鯷